# Bathytoma badifasciata
Bathytoma badifasciata is een slakkensoort uit de familie van de Borsoniidae. De wetenschappelijke naam van de soort is voor het eerst geldig gepubliceerd in 2010 door Puillandre, Sysoev, Olivera, Couloux & Bouchet.